# Marina 101
Marina 101, także Dream Dubai Marina – wieżowiec w Dubaju w Zjednoczonych Emiratach Arabskich. Budynek ma 425 m wysokości i 101 pięter. 
Pierwsze 33 piętra wieżowca zajmuje pięciogwiazdkowy hotel Hard Rock z 281 pokojami, a piętra od 34 do 100 apartamenty mieszkalne. 
Poza pięcioma restauracjami, w wieży hotelowej, znajdują się także 252 apartamenty jednopokojowe, 204 dwupokojowe i 42 trzypokojowe z 6 podwójnymi penthausami od 97. do 100. piętra. 
Na 101 piętrze wieżowca znajduje się salon klubowy, restauracja i sklep Rock Shop.

Marina 101 (najwyższy wieżowiec ze spiczastym schodkowym zakończeniem umieszczony w głębi po lewej stronie centralnie stojącej Princess Tower) na tle tzw.The Tallest Block w Dubaju, 2016.